# Štírovník

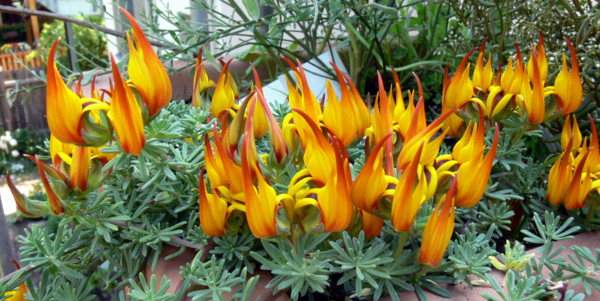
Štírovník Lotus berthelotii z ostrova Tenerife

Štírovník (Lotus) je rod rostlin z čeledi bobovité. Jsou to byliny až keře se složenými listy a nejčastěji se žlutými květy. V květeně ČR je tento rod zastoupen 4 druhy, z nichž zdaleka nejběžnější je štírovník růžkatý. Některé druhy z Kanárských ostrovů se pěstují jako okrasné kbelíkové rostliny.

## Popis
Štírovníky jsou jednoleté nebo vytrvalé byliny a polokeře, výjimečně i keře. Listy jsou zpeřené nebo dlanitě složené, obvykle přisedlé, skládající se ze 3 až 9 lístků. Většina druhů má 5 lístků, z toho 3 jsou na konci osy listu a 2 po stranách při jeho bázi. Lístky při bázi listu připomínají palisty a nejčastěji mají jiný tvar než koncové lístky. Palisty chybějí nebo jsou redukované na drobné žlázky. Květy jsou nahloučené do úžlabních stopkatých okolíků podepřených 1 až 3 listeny nebo jednotlivé. Kalich je zvonkovitý až trumpetovitý, zakončený 5 zuby nebo dvoupyský. Koruna je žlutá, růžová, bílá, fialová nebo hnědá. Tyčinky jsou dvoubratré (9+1), s 1 tyčinkou zcela volnou a ostatními do různé výšky srostlými. V semeníku je několik až mnoho vajíček. Lusky jsou vejčité až podlouhlé, zploštělé nebo s oválným průřezem, přímé nebo zahnuté, pukavé a otevírající se oběma švy nebo výjimečně nepukavé. Semena jsou nezploštělé nebo jen mírně zploštělá.

## Rozšíření
Štírovníků je celkem asi 120 až 130 druhů. Vyskytují se v Evropě, Africe, Asii, Austrálii, Makaronésii a v Tichomoří. Některé druhy byly zavlečeny do Ameriky a na Nový Zéland.
V České republice rostou celkem 4 druhy štírovníku. Zdaleka nejběžnější je štírovník růžkatý (Lotus corniculatus), rozšířený na celém území od nížin do hor na poměrně široké paletě stanovišť. Zbývající tři druhy mají nároky na stanoviště vyhraněnější. Štírovník Borbásův (Lotus borbasii) je druh suchých výslunných stanovišť na zásaditých půdách a v ČR se vyskytuje pouze na jižní Moravě. Štírovník tenkolistý (Lotus tenuis) je charakteristický druh slanisk a těžkých jílovitých půd s vysokým obsahem minerálních solí. Štírovník bažinný (Lotus pedunculatus, syn. L. uliginosus) roste na vlhkých až bažinných stanovištích na neutrálních až kyselých půdách.
Z celé Evropy je uváděno 29 druhů štírovníků, z nichž velká většina roste ve Středomoří. Některé druhy jsou rozšířené v podstatě po celém Středomoří, zejména Lotus angustissimus, Lotus edulis, L. cytisoides a L. ornithopodioides, většina druhů je však omezena jen na určitou část jižní Evropy nebo se jedná o endemity. L. azoricus je endemit Azorských ostrovů. Několik druhů roste i v Alpách: mimo štírovníku růžkatého (L. corniculatus) je to štírovník tenkolistý (L. tenuis), štírovník bažinný (Lotus pedunculatus), L. alpinus a několik druhů omezených pouze na jihozápadní část alpského oblouku. Vícero endemických druhů štírovníku roste na Kanárských ostrovech, z nichž Lotus berthelotii, Lotus maculatus a Lotus eremiticus vynikají sivým olistěním a nádhernými červenavými květy.

## Taxonomie
Rod Lotus je největším rodem tribu Loteae a náleží mezi taxonomicky komplikované skupiny. Ve fylogenetické studii z roku 2008 byly na základě rozboru nrITS sekvencí do tohoto rodu vřazeny druhy rodů ledenec (Tetragonolobus) a bílojetel (Dorycnium), neboť rod Lotus je ve stávajícím pojetí parafyletický. Tyto změny však nejsou v botanické literatuře dosud akceptovány a tento rod na komplexní studii teprve čeká. Z rodu Lotus byly také vyjmuty 3 druhy a zařazeny do samostatných rodů: Pseudolotus villosus, Podolotus hosackioides a Keibirita roudairei.
Štírovník růžkatý (Lotus corniculatus) je velmi proměnlivý druh s množstvím popsaných variet a forem. Náleží do polyploidního komplexu blízce příbuzných a podobných druhů, které často nelze na základě morfologie jednoznačně rozlišit.

## Obsahové látky
Štírovníky obsahují v semenech neproteinové kyseliny, např. jedovatý kanavalin. V semenáčcích a v některých případech i v dospělých rostlinách jsou přítomny kyanogenní glykosidy.

## Význam
Mladé lusky středomořského druhu Lotus tetragonolobus jsou používány jako zelenina. Některé druhy pocházející z Kanárských ostrovů, zejména Lotus berthelotii a L. maculatus, se pěstují jako okrasné kbelíkové rostliny. Vyznačují se plazivým až převislým růstem, úzkými dužnatými šedozelenými listy a velmi zdobnými žlutooranžovými až červenavými špičatými květy kontrastujícími s šedavým olistěním. Tyto druhy nejsou v podmínkách střední Evropy mrazuvzdorné.